# Eyes in the Night
Eyes in the Night is een Amerikaanse misdaadfilm uit 1942 onder regie van Fred Zinnemann.

## Verhaal
De blinde detective Duncan Maclain begint een moordonderzoek. Hij wordt daarin bijgestaan door zijn assistent Marty en zijn geleidehond. Het zaak brengt hen al gauw op het spoor van een spionagenetwerk van de nazi's.

## Rolverdeling
| Acteur             | Personage       |
| ------------------ | --------------- |
| Edward Arnold      | Duncan Maclain  |
| Ann Harding        | Norma Lawry     |
| Donna Reed         | Barbara Lawry   |
| Stephen McNally    | Gabriel Hoffman |
| Katherine Emery    | Cheli Scott     |
| Allen Jenkins      | Marty           |
| Stanley Ridges     | Hansen          |
| Reginald Denny     | Stephen Lawry   |
| John Emery         | Paul Gerente    |
| Rosemary DeCamp    | Vera Hoffman    |
| Erik Rolf          | Boyd            |
| Barry Nelson       | Busch           |
| Reginald Sheffield | Victor          |
| Steven Geray       | Anderson        |
| Mantan Moreland    | Alistair        |